# John Avon
Pour les articles homonymes, voir Avon.
John Avon (né en 1961 à Cardiff, Pays de Galles) est un illustrateur de Fantasy et de Science-fiction. Il a travaillé pour différents supports mais il est surtout connu pour ses illustrations de livres, CD et jeux de sociétés. Il obtient une reconnaissance internationale pour son travail autour de l'univers du jeu de carte Magic : The Gathering.

## Vie et carrière
John Avon commence à développer une passion pour l'illustration dès le plus jeune age. Il se forme avec quelques cours dans sa ville d'origine de Brighton, avant d'obtenir un diplôme dans ce domaine. Il commence sa carrière en 1983 par des illustrations pour des publicités.  
Par la suite, il produit des illustrations pour des premières de couverture de Stephen King, Terry Pratchett, Arthur C. Clark et Harry Harisson. 
En 1996, il commence à travailler pour Magic: The Gathering. Il devient rapidement une des artistes les plus prolifiques de la licence de jeu de cartes. Il produit plus de 300 illustrations, la plupart étant des "terrains de base". 
En 2014, il lance une levée de fonds sur Kickstarter dans l'objectif de publier indépendamment un livre sur son travail d'illustrateur. Le livre intitulé Journeys to Somewhere Else est publié l'année suivante.  
Avon est marié à l'illustratrice Patricia MacCarthy avec qui il a deux enfants. Il vit toujours proche de Brighton, sa ville d'enfance. 

## Publications
- Journeys to Somewhere Else. Self-published / John Avon Art, 2015. Hardback  (ISBN 9780993109706). Edition Deluxe tirée à 500 exemplaires (ISBN 9780993109713). Texte et illustrations.